# Мост Яцзиша
Мост Яцзиша (кит. 巫山长江大桥) — комбинированный мостовой переход, пересекающий реку Чжуцзян, расположенный на территории города субпровинциального значения Гуанчжоу; 24-й по длине основного пролёта арочный мост в мире (14-й в Китае). Является частью скоростной автодороги S81 Кольцевая автодорога Гуанчжоу.

## Характеристика
Мост соединяет северный (западный) и южный (восточный) берега реки Чжуцзян районы Хайчжу и Ливань, пересекая остров Цзиша.
Длина — 1 084 м. Мост представлен юго-западной секцией однопролётного арочного моста с дорожным полотном посередине, северо-восточной секцией балочной конструкции и мостовые подходы (эстакады). Длина основного пролёта — 360 м, дополнительные два по 76 м. Арочная конструкция решётчатая (по принципу сквозных ферм) и выполнена из стали, где трубчатые основные арки заполнены бетоном. Конструкция имеет поперечные связи (вертикальные опоры) между дорожным полотном и арочным сводом. Дорога моста крепится на тросах арки.
Имеет 6 полос движения (по три в обе стороны).
Стоимость строительство моста 253 млн. юаней.